# Velké Němčice
Velké Němčice (německy Groß Niemtschitz) jsou městys v okrese Břeclav v Jihomoravském kraji. Leží 23 kilometrů jižně od Brna na levém břehu řeky Svratky. Žije zde přibližně 2 200 obyvatel.
Součástí Velkých Němčic jsou také dvory Zeleňák a Nová Ves a osada Boudky. Přes Boudky a Zeleňák procházela řepařská úzkorozchodná dráha do židlochovického cukrovaru.

## Název
Název se vyvíjel od varianty Nemshice (1228), Nemsciz (1247), Nempschiz (1265), Nempschicz (1350), Nyemczicze (1448), Welike Nyemczicze (1480), Welike Niemcžicze (1578), Gross Niemtschitz (1673), Gross Niembtschitz (1751), Gross Niemtschitz a Weliké Niemčice (1846), Gross Niemtschitz a Velké Němčice (1872), Němčice (1881), Němčice, dříve Velké Němčice (1924). Místní jméno může být odvozeno od přítomnosti Němců či příslušnosti k německému feudálovi nebo vzniknout z osobního jména Němek či Němec. Pojmenování je rodu ženského, čísla pomnožného a genitiv zní Velkých Němčic.

## Historie
První písemná zmínka o obci pochází z roku 1228, kdy jsou uvedeny jako majetek velehradského cisterciáckého kláštera. V roce 1549 se už o nich hovoří jako o městečku, v té době je klášter prodal šlechtici Zikmundu Heldtovi z Kementu. V roce 1562 král Ferdinand I. nabídl Velkým Němčicím, aby se staly městem, ale musí postavit hradby. To se však nikdy nestalo a byly tedy uváděny jako městečko. Zikmund Heldt přestavěl tvrz na zámek (dnešní zámek Velké Němčice) a používal přídomek „z Meziříčí a z Němčic“. Většina velkolepých plánů Zikmunda (chtěl z Němčic vytvořit své feudální sídlo) se však nikdy nerealizovala. Po jeho brzké smrti se vystřídalo několik majitelů, mezi nimi Tas Meziříčský z Lomnice v letech 1578-1591. V roce 1618 uveden pivovar a sladovna. Krátce obec drží Jan Jakub z Thurnu, kterému byla po Bílé hoře zkonfiskována. V roce 1774 za Ditrichštejnů byla součástí panství Židlochovice, od roku 1819 majetek Albrechta, sasko-těšínského vévody. Obyvatelé se živili převážně zemědělstvím, významné bylo vinařství.
Velké Němčice se nikdy nestaly městem.

## Obyvatelstvo
Podle sčítání 1930 zde žilo v 361 domech 1531 obyvatel. 1520 obyvatel se hlásilo k československé národnosti a 6 k německé. Žilo zde 1520 římských katolíků, 6 evangelíků a 1 příslušník Církve československé husitské.

### Struktura
Vývoj počtu obyvatel za celou obec i za jeho jednotlivé části uvádí tabulka níže, ve které se zobrazuje i příslušnost jednotlivých částí k obci či následné odtržení.
| Místní části   | Místní části       | 1896 | 1880 | 1890 | 1900 | 1910 | 1921 | 1930 | 1950 | 1961 | 1970 | 1980 | 1991 | 2001  | 2011  | 2021  |
| -------------- | ------------------ | ---- | ---- | ---- | ---- | ---- | ---- | ---- | ---- | ---- | ---- | ---- | ---- | ----- | ----- | ----- |
| Počet obyvatel | část Velké Němčice | 1557 | 1568 | 1578 | 1489 | 1561 | 1509 | 1531 | 1431 | 1511 | 1524 | 1555 | 1624 | 1 655 | 1 752 | 1 748 |
| Počet domů     | část Velké Němčice | 259  | 286  | 293  | 301  | 313  | 314  | 361  | 366  | 373  | 399  | 405  | 479  | 514   | 562   | 590   |

## Správa městyse
S účinností od 1. prosince 2006 však byl 10. listopadu 2006 obci vrácen status městyse.

### Symboly městyse
Znak městyse je historický, vlajka byla městysi udělena rozhodnutím předsedy Poslanecké sněmovny Parlamentu České republiky dne 19. ledna 2007.

## Doprava
Územím obce prochází dálnice D2, s ní souběžná silnice II/425 v úseku Židlochovice – Hustopeče a také silnice II/381 v úseku Pohořelice - Velké Hostěrádky. Silnice III. třídy na území obce jsou:
- III/00220 Starovice – Uherčice
- III/41612 Velké Němčice – Moutnice

## Pamětihodnosti
- Zámek Velké Němčice, čtyřkřídlá dvoupatrová budova, od roku 1945 využíván pro účely školy
- Zámecký mlýn
- Kostel svatého Václava a svatého Víta
- Kaple „Kaštílek“
- Socha svatého Jana Nepomuckého
- Sousoší Piety
- Plácky – přírodní památka

## Osobnosti
- Oldřich Švarný (1920–2011), sinolog
- Eduard Jalowetz (1862–1936)

## Galerie

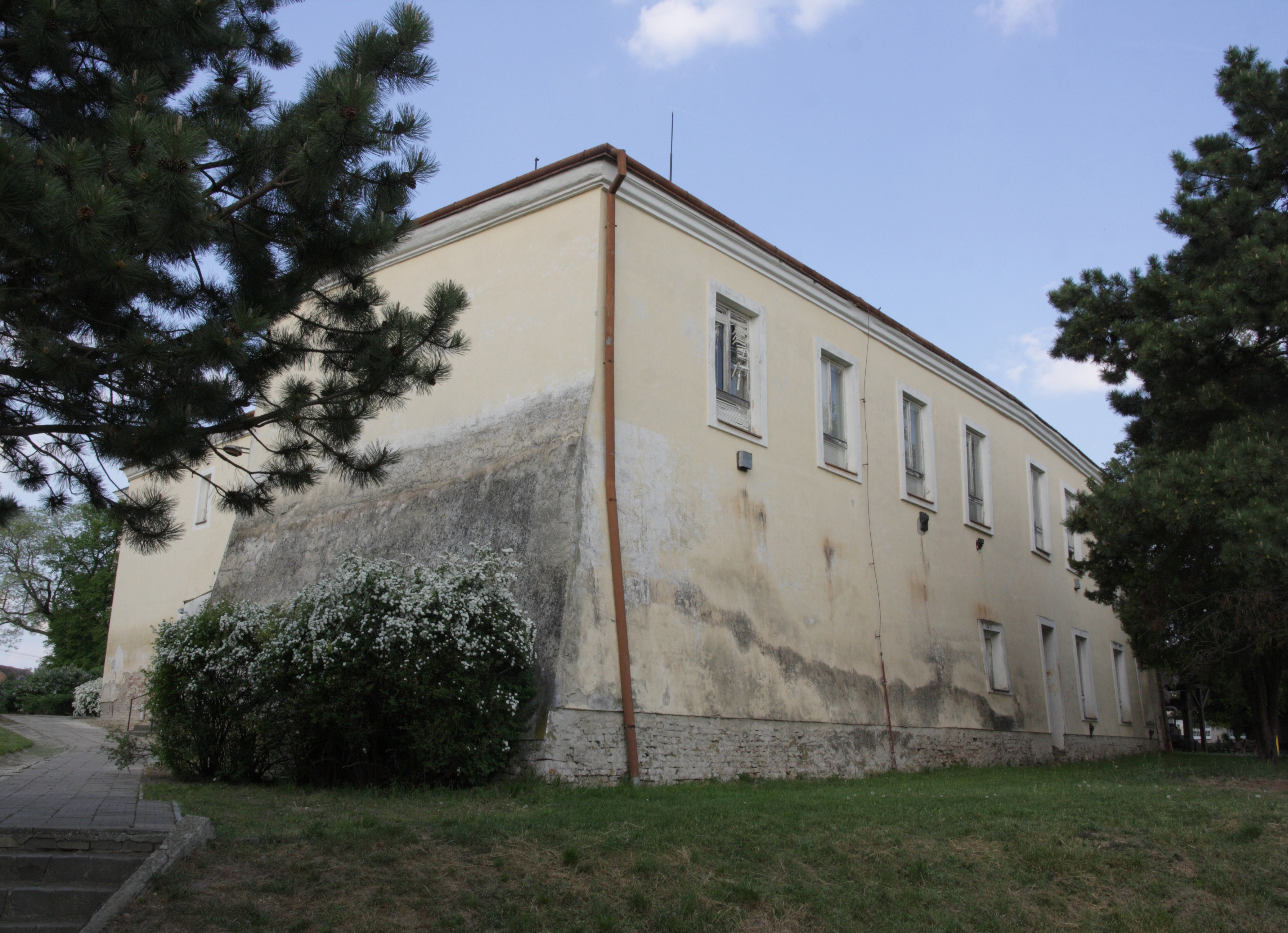
zámek, bývalá tvrz
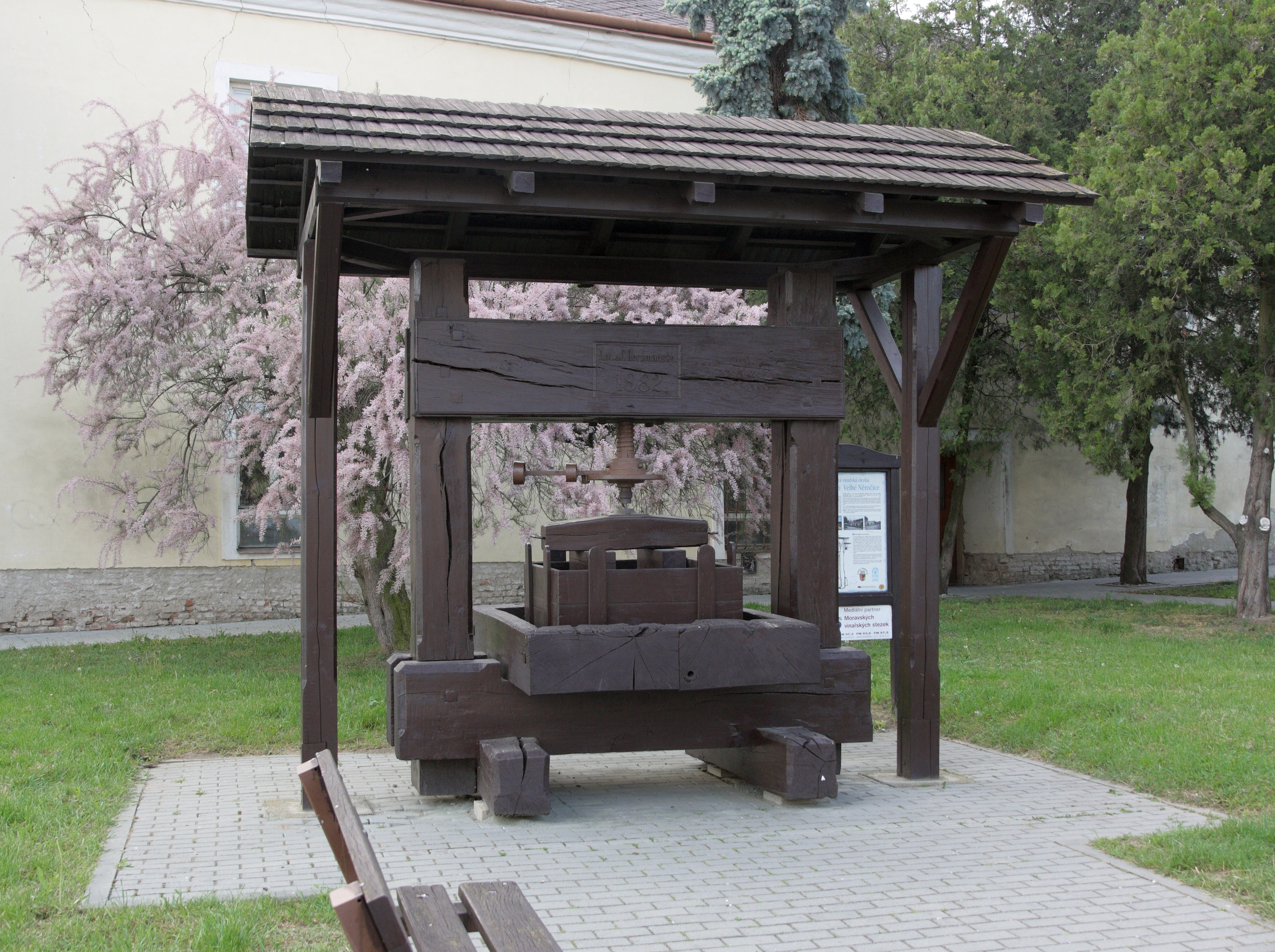
historický vinný lis na náměstí
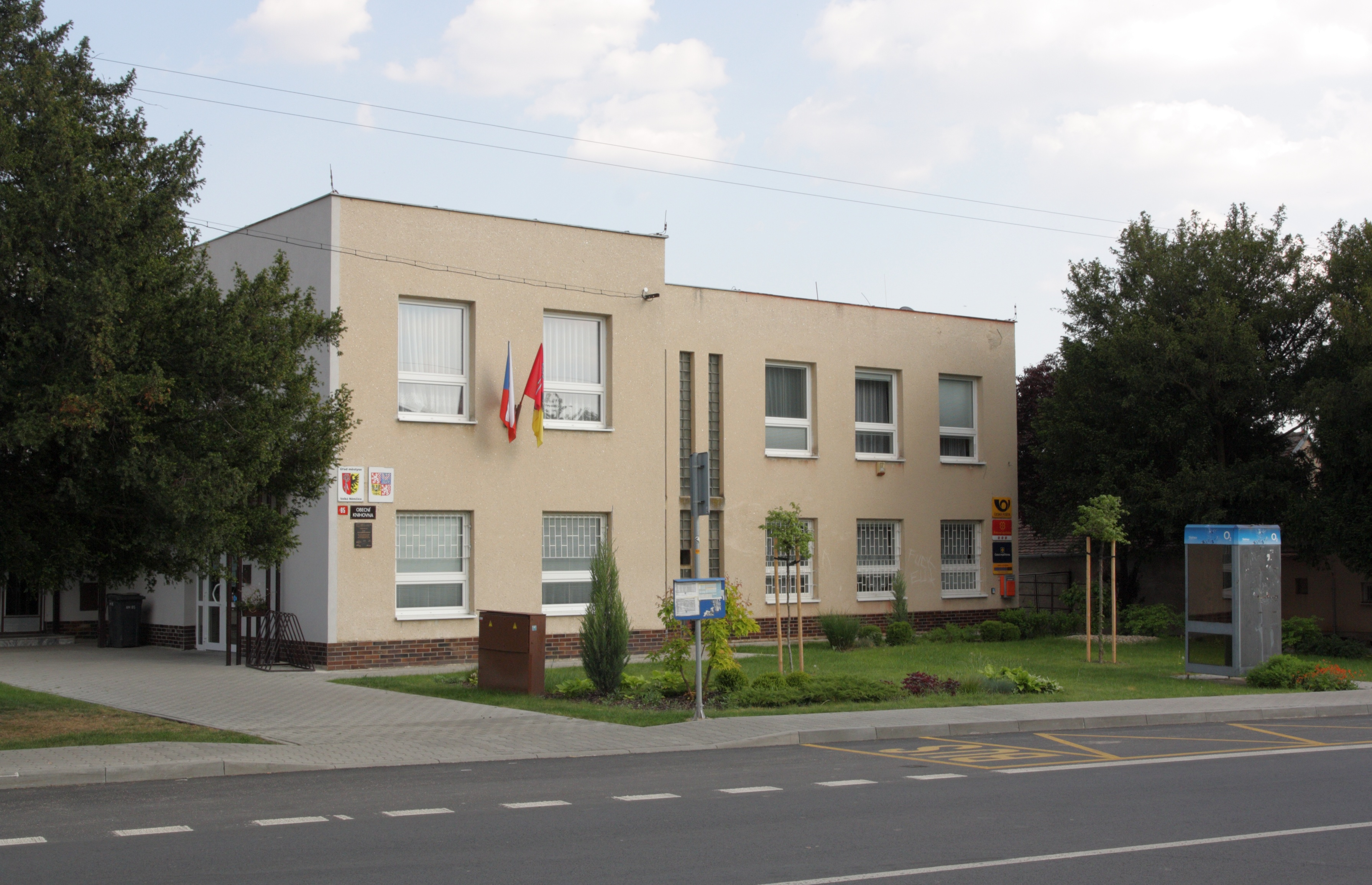
obecní úřad a knihovna